# حبيبة منشاري
حبيبة منشاري ولدت باسم حبيبة بن جلاب في عام 1907 وتوفيت عام 1961، هي ناشطة نسوية اشتراكية تونسية.

## السيرة الذاتية
ولدت حبيبة عام 1907، وقد تُوفي والدها أثناء الحج في مكة المكرمة، أما واحد من أجدادها فقد كان آخر سلطان في مدينة تقرت ويُدعى «سليمان الرابع» وقد تم تجريده من إمارته من قبل القوات الاستعمارية الفرنسية في منتصف القرن التاسع عشر.
تلقت حبيبة تعليمها في المدارس الفرنسية، حيث كانت مجدة وحصلت على نقط متميزة في السلكين الابتدائي والثانوي قبل أن تُصبح كاتبة في محكمة تونس؛ وقد عملت في هذا المنصب حتى زواجها عام 1925 مع محام كان قد شارك في الحرب العالمية الأولى إلى جانب القوات الفرنسية. بعد الزواج توجه المحامي للمطالبة بحقوقه وحقوق ومعاشات التونسيين الذين ضحوا بأنفسهم من أجل فرنسا وقد ساعدته في هذا زوجته التي اكتسبت منه خبرة في الدفاع عن حقوق الإنسان والنشاط في هذا المجال. · 
شجع المحامي، الذي هو زوجها، نساء بلده على المطالبة بحقوقهن وعلى الإيمان بمفهوم النسوية كما كانت له رغبة ملحة رفقة زوجته في زيادة تمكين المرأة في مختلف المجالات، فأصبحت بذلك زوجته عضوا في قسم النساء في الفرع الفرنسي للمنظمة العمالية الدولية (SFIO).
في 8 يناير 1929، شاركت حبيبة في مناظرة وجها لوجه في جلسة علنية نظمتها رابطة اليسار وجمعية الازدهار الثقافي وقد كان موضوع المناظرة: المرأة المسلمة غدا: مع أو ضد حجابها، وقد صرحت حبيبة قي المناظرة قائلة: «لا نرغب في أن يُصبح الرجل حكما على ما يجب أن نلبسه» ثم أضافت «لم نعد نرغب في أن يبقى الرجل وصيا على ما نلبس ... نرغب في التحرر واختيار ما نريد بناء على أفكارنا ومعتقداتنا فنحن [تقصد المجتمع التونسي] نعيش في حالة مزرية ونفسيتنا مضررة إلى أقسى درجة ... شكرا للأجانب على ما قاموا له لقاء حريتنا»
دافعت حبيبة عن حقوق المرأة في تونس كما طالبت بتفعيل مسألة تعدد الزوجات وذلك حسب رغبة الزوج والزوجة معا. · 
بعد نهاية الحرب العالمية الثانية، لم تعد حبيبة منشاري تنشط كثيرا في مجال حقوق المرأة مقارنة بما كانت عليه من قبل؛ وذلك بسبب إيمانها أن المجتمع التونسي لن يتغير ولن يتطور وأن بعض العرب المسلمين يقفون صخرة في وسط هذا التقدم خاصة عندما يتعلق الأمر بالمرأة. لكن وفي المقابل فقد خلَّفت حبيبة ابنتها التي تُدعى ليلى منشاري والتي اتبعت نفس نهجها حيث عملت على مساعدة الشباب التونسي القادم إلى باريس خاصة المهاجرين منهم كما تعاونت رفقة عز الدين علية عام 1950 في تسهيل ظروف العيش والحياة للمهاجرين من تونس في فرنسا.
توفيت حبيبة في عام 1961، وقد تم تجسيد مسيرتها وسيرتها الذاتية في فيلم ثلاثون الذي صدر عام 2007 للمخرج الفاضل الجزيري.